# César Ccahuantico
César Camilo Ccahuantico Meza (Cusco, 16 de julio de 1980) es un exfutbolista peruano. Jugaba de mediocampista defensivo.

## Trayectoria
Ha sido campeón de la Copa Sudamericana 2003 y de la Recopa Sudamericana 2004 con Cienciano y ha jugado varias ediciones de la Copa Libertadores y la Copa Sudamericana, en sus mejores años.

## Clubes
| Club                   | País | Año       |
| ---------------------- | ---- | --------- |
| Ingeniería Eléctrica   | Perú | 1994-1996 |
| Deportivo Garcilaso    | Perú | 1997-1999 |
| Alianza Zarzuela       | Perú | 2000      |
| Tintaya Marquiri       | Perú | 2000      |
| Social Senati          | Perú | 2001      |
| Deportivo Garcilaso    | Perú | 2001      |
| Alfonso Ugarte         | Perú | 2001      |
| Cienciano              | Perú | 2002-2004 |
| Universidad San Martín | Perú | 2004      |
| Cienciano              | Perú | 2005-2008 |
| Deportivo Garcilaso    | Perú | 2008      |
| Sport Boys             | Perú | 2008      |
| Inti Gas               | Perú | 2009      |
| Alianza Atlético       | Perú | 2010      |
| Atlético Minero        | Perú | 2014      |

## Palmarés

### Campeonatos internacionales
| Título              | Club      | País | Año  |
| ------------------- | --------- | ---- | ---- |
| Copa Sudamericana   | Cienciano | Perú | 2003 |
| Recopa Sudamericana | Cienciano | Perú | 2004 |